# Cijeungjing (Jatigede)
Cijeungjing is een bestuurslaag in het regentschap Sumedang van de provincie West-Java, Indonesië. Cijeungjing telt 2252 inwoners (volkstelling 2010).